# Ichneumon flaviventris
Ichneumon flaviventris är en stekelart som beskrevs av Gmelin 1790. Ichneumon flaviventris ingår i släktet Ichneumon och familjen brokparasitsteklar. Inga underarter finns listade i Catalogue of Life.